# Zweiphasenwechselstrom

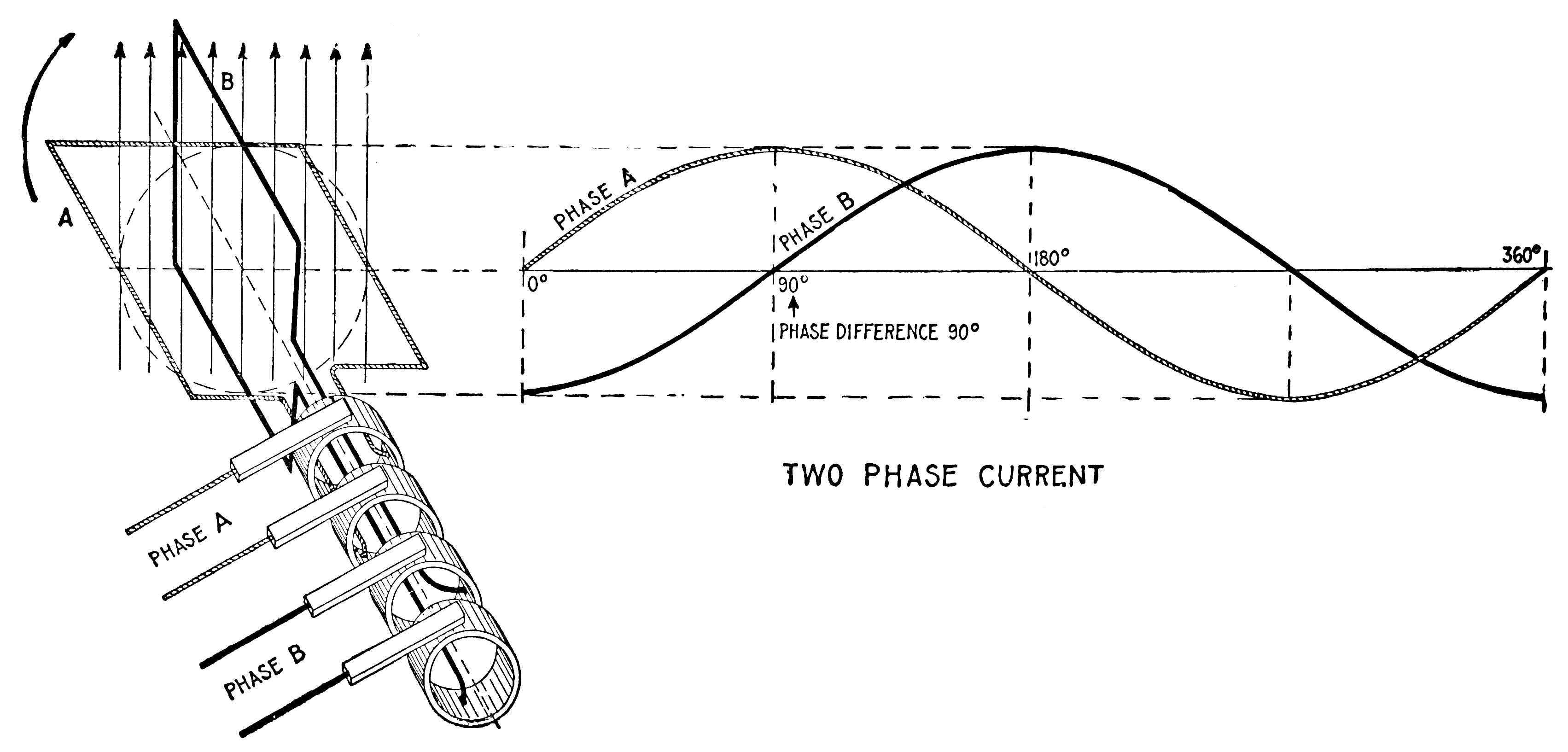
Zweiphasensystem mit schematischem Generator und zeitlichem Stromverlauf

Als Zweiphasenwechselstrom, auch Zweiphasensystem, wird in der Elektrotechnik eine spezielle Form von zwei zeitlich fest verketteten Wechselströmen bzw. Wechselspannungen bezeichnet. Der Zweiphasenwechselstrom ist wie auch der Dreiphasenwechselstrom eine Form von Mehrphasenwechselstrom.
Bei dem Zweiphasensystem – es handelt sich um ein asymmetrisches Zweiphasensystem, das aus einem (symmetrischen) Vierphasensystem durch Weglassen zweier Phasen gebildet wird – sind die beiden sinusförmigen Wechselspannungen um 90° phasenversetzt, wie in nebenstehender Abbildung skizziert. Dadurch kann ein Drehfeld erzeugt und elektrische Maschinen wie der Zweiphasen-Synchronmotor damit direkt angetrieben werden.
Das asymmetrische Zweiphasensystem hat – wie auch das symmetrische Vierphasensystem – einen Verkettungsfaktor von {\displaystyle {\sqrt {2}}\approx 1{,}4142}.
Zur elektrischen Energieübertragung sind wie beim Dreiphasensystem mindestens drei Leiter notwendig, die im Zweiphasensystem jedoch unterschiedlich stark belastet werden. Daraus resultiert beim Zweiphasensystem eine schlechtere Auslastung der zur Verfügung stehenden Leiterquerschnitte.

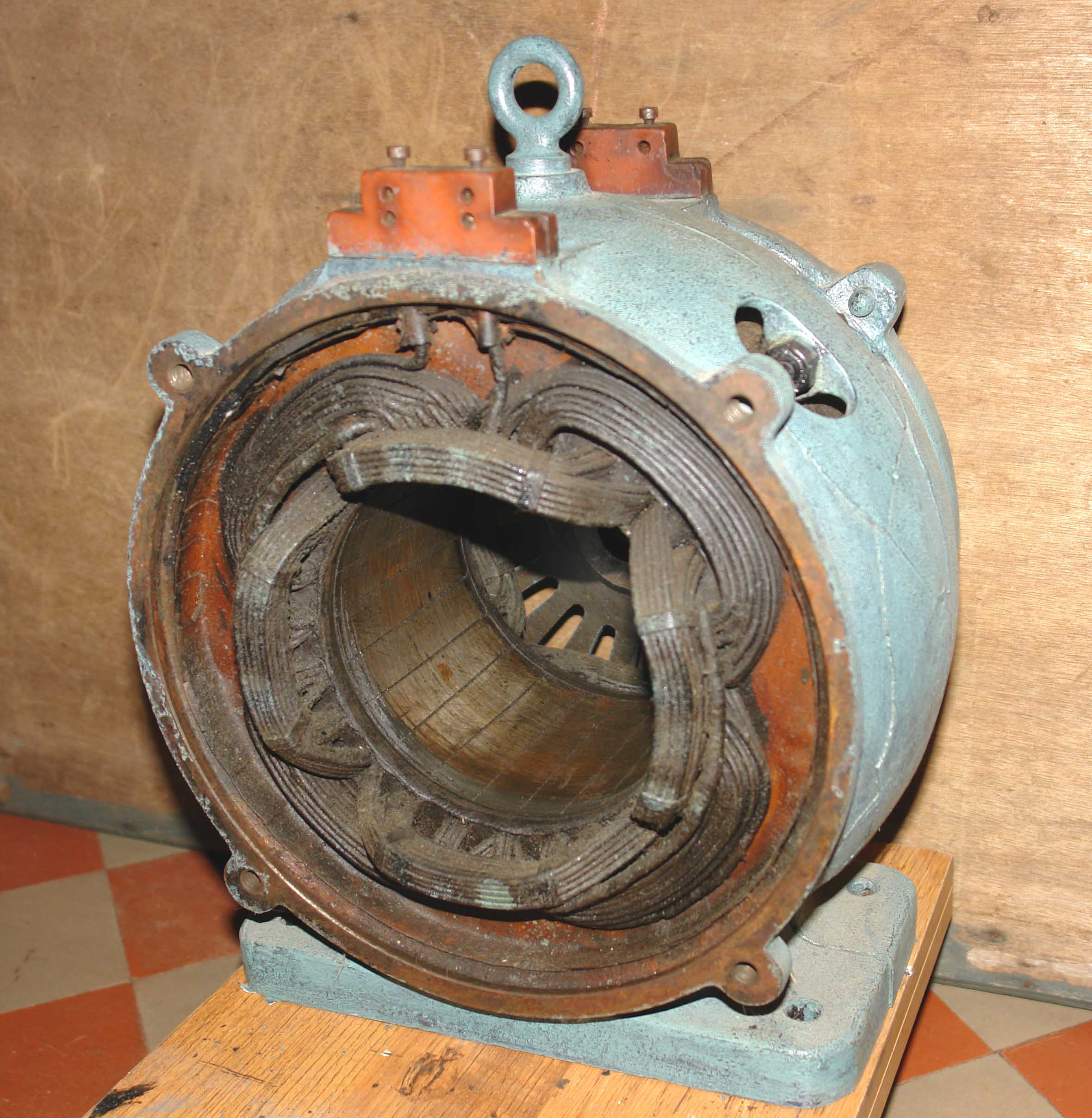
Historischer Stator eines Zweiphasenmotors

Ein Zweiphasenwechselstrom kann aus dem Dreiphasenwechselstrom mittels der Scottschaltung gewonnen werden. Weitere Möglichkeiten sind, insbesondere zur Ansteuerung von Zweiphasen-Synchronmotoren, elektronische Wechselrichter. 
Die meisten Schrittmotoren können auch als Zweiphasenmotoren betrachtet werden.
Das vor allem im nordamerikanischen Raum verbreitete Einphasen-Dreileiternetz zur öffentlichen Stromversorgung wird manchmal und fälschlicherweise als Zweiphasensystem bezeichnet, obwohl es in der Grundinstallation ein Einphasensystem darstellt.

## Historie
Das Zweiphasensystem war die erste genutzte Anwendung eines Drehfelds überhaupt und der historische Vorläufer des Dreiphasenstroms, s. a. Stromkrieg und Tesla. Zweiphasennetze waren auch in Europa lange in Betrieb. Inzwischen spielen sie in der elektrischen Energietechnik nur noch eine untergeordnete Rolle.